# The Adventures of Priscilla, Queen of the Desert
The Adventures of Priscilla, Queen of the Desert is een Australische komische roadmovie uit 1994. De regie en het scenario lag in de handen van Stephan Elliott. De film wordt gezien als een homo-campklassieker.
De film is bijzonder vanwege de kleurrijke en fantasievolle kostuums (waar de film een Oscar voor ontving) die voor de act van de dames worden gebruikt. Dit afgezet tegen de weidse, roodgekleurde outback van Australië maakt het effect nog sterker. De film bevat veel muziek, met name ABBA-nummers, en Finally van CeCe Peniston als finale.
Tijdens de afsluitingsceremonie van de Olympische Zomerspelen van 2000 in Sydney reed een replica van Priscilla, de bus, mee. Het verhaal is in 2006 verwerkt tot een musical.

## Verhaal
De film gaat over twee travestieten (Mitzi en Felicia) en een transseksueel (Bernadette) die besluiten met een bus vanuit Sydney naar Alice Springs te gaan, dwars door het binnenland van Australië, om daar een aantal optredens te geven. Mitzi is namelijk door zijn vrouw gevraagd om op te treden in het casino waar zij werkt. De bus krijgt de naam "Priscilla, Queen of the Desert" en wordt roze geschilderd. Dit alles leidt tot aanvaringen met elkaar, en ook met de plaatselijke bevolking.

## Rolverdeling
| Acteur        | Personage                      |
| ------------- | ------------------------------ |
| Hugo Weaving  | Mitzi Del Bra (Anthony)        |
| Guy Pearce    | Felicia Jollygoodfellow (Adam) |
| Terence Stamp | Bernadette Bassenger (Ralph)   |
| Bill Hunter   | Bob                            |

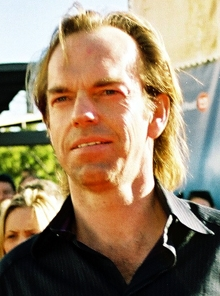
Hugo Weaving

Stephan Elliott speelde een kleine bijrol.